# 羽鳥光彦
羽鳥 光彦（はとり みつひこ、1954年 - ）は、日本の国土交通技官。第23代気象庁長官。

## 来歴
群馬県出身。1972年群馬県立高崎高校卒業。1982年3月25日、東北大学大学院理学研究科博士課程修了、論文「風波の発達における非線形過程の実験的研究」で東北大学理学博士。同年気象庁入庁、舞鶴海洋気象台配属。2000年大阪管区気象台技術部長。観測部管理課長、総務部企画課長等を経て、2007年福岡管区気象台長、2009年4月予報部長、2011年1月18日第23代気象庁長官に就任。2014年3月末で退官した。同年一般財団法人気象業務支援センター理事長。2024年、瑞宝重光章受章。